# ブテーラ
ブテーラ（イタリア語: Butera, シチリア語: Vutera）は、イタリア共和国シチリア州カルタニッセッタ県にある、人口約4,500人の基礎自治体（コムーネ）。

## 地理

### 位置・広がり

#### 隣接コムーネ
隣接するコムーネは以下の通り。括弧内のAGはアグリジェント県所属を示す。
- ジェーラ
- リカータ (AG)
- マッツァリーノ
- ラヴァヌーザ (AG)
- リエージ

## 姉妹都市
- ゲーヴェルスベルク（ドイツ語版）、ドイツ
- ガンベッラーラ、イタリア